# Ficus kurzii
Ficus kurzii är en mullbärsväxtart som beskrevs av George King. Ficus kurzii ingår i släktet fikonsläktet, och familjen mullbärsväxter. Inga underarter finns listade i Catalogue of Life.

## Bildgalleri

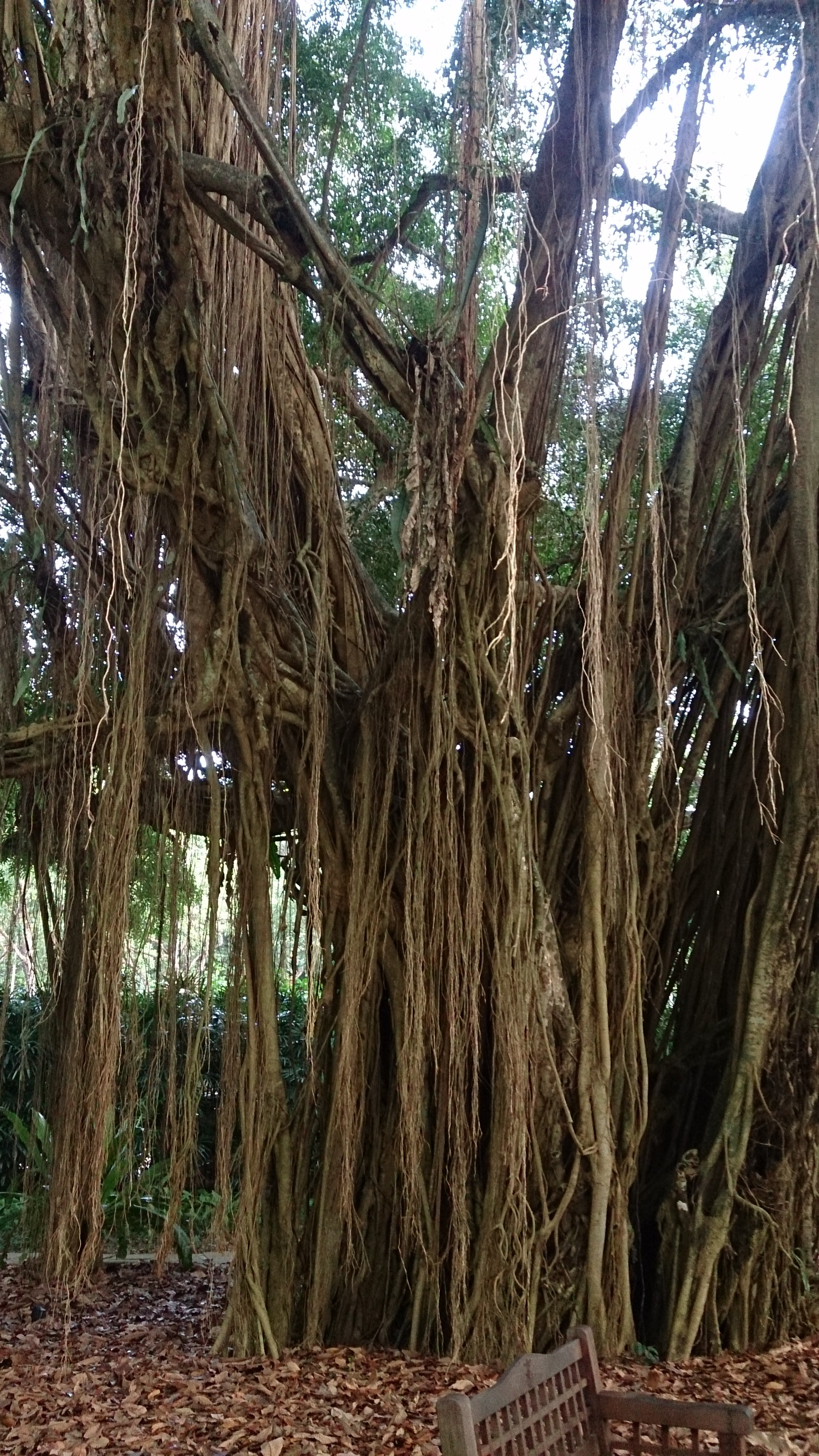
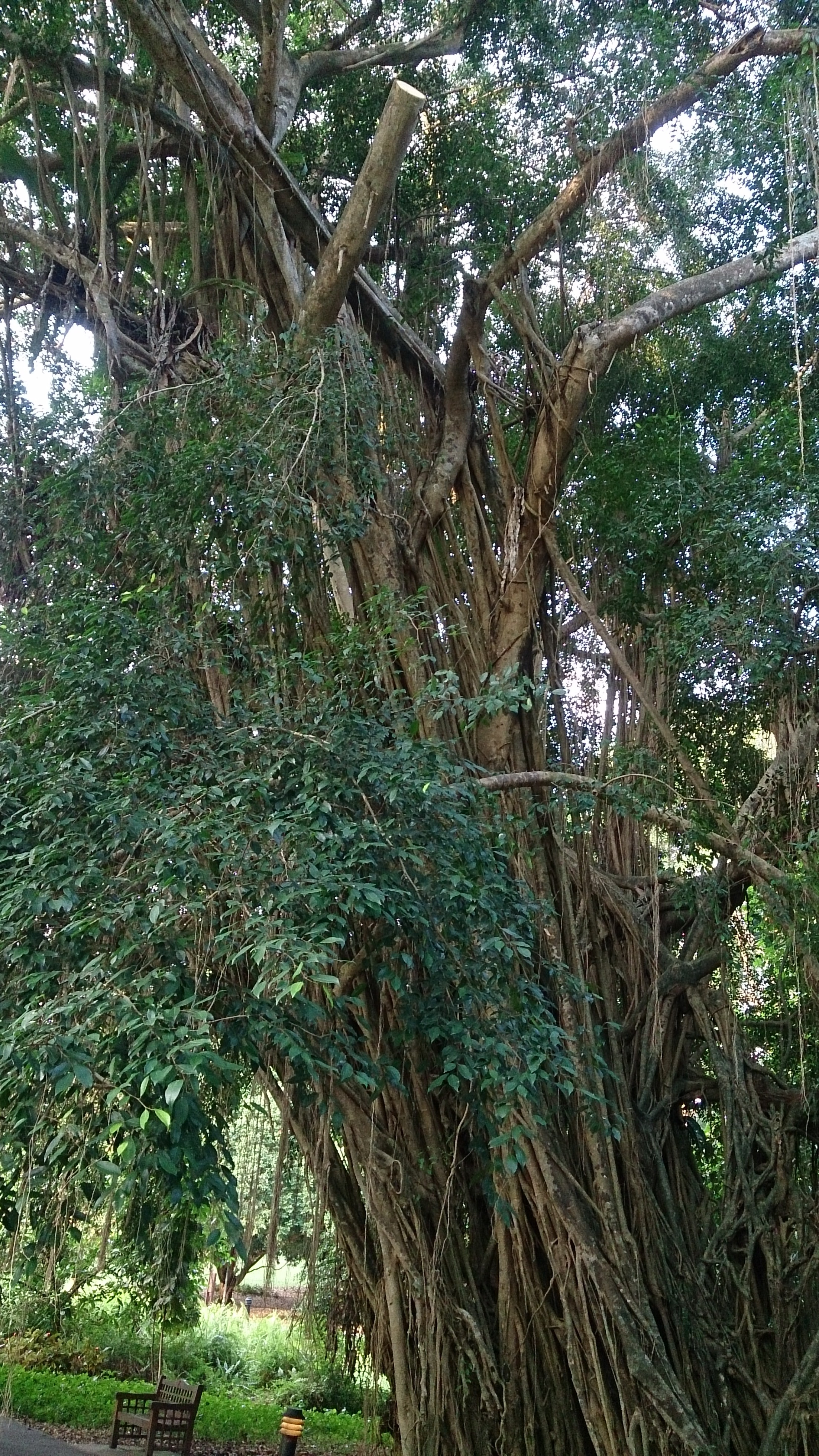
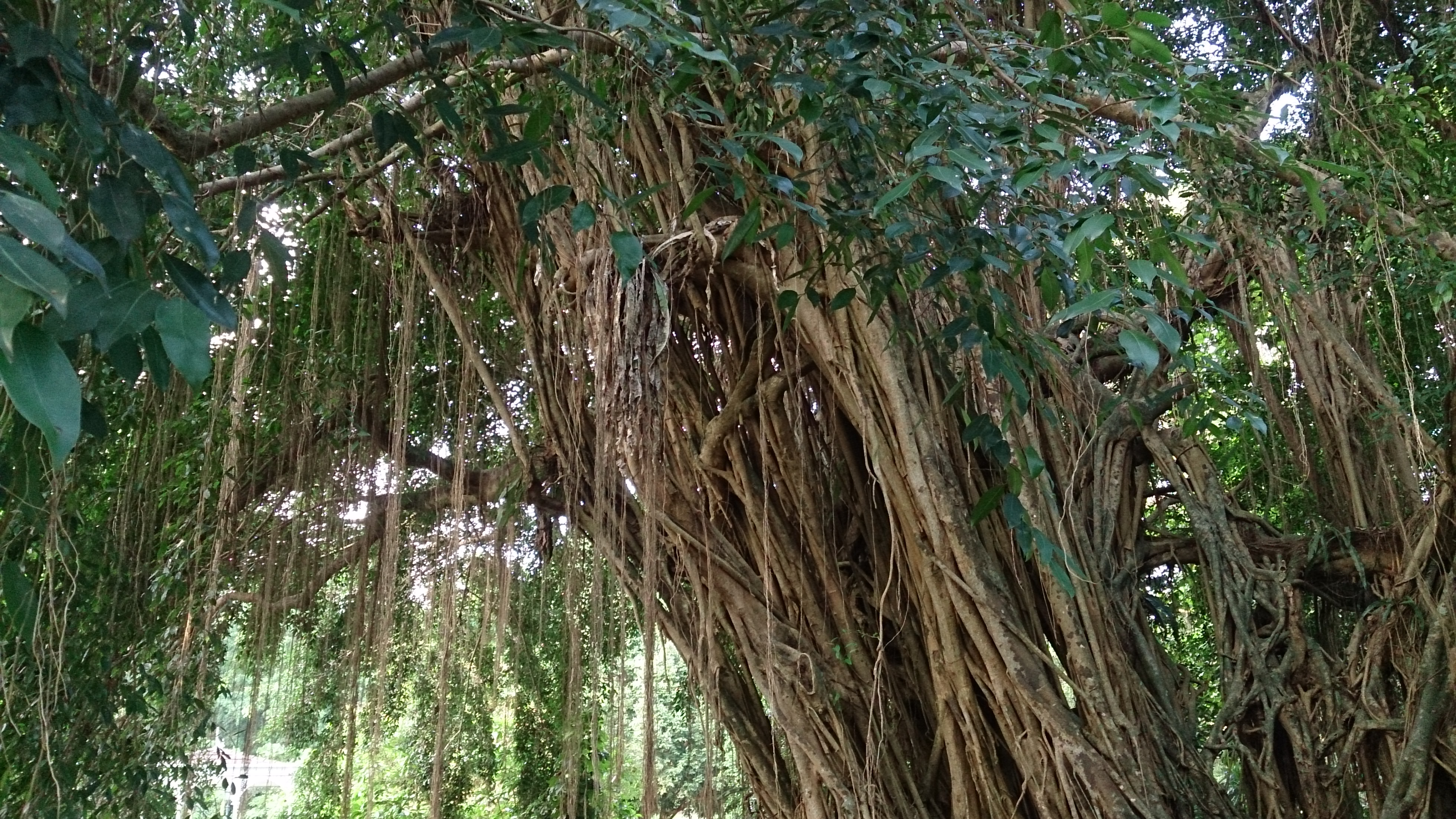
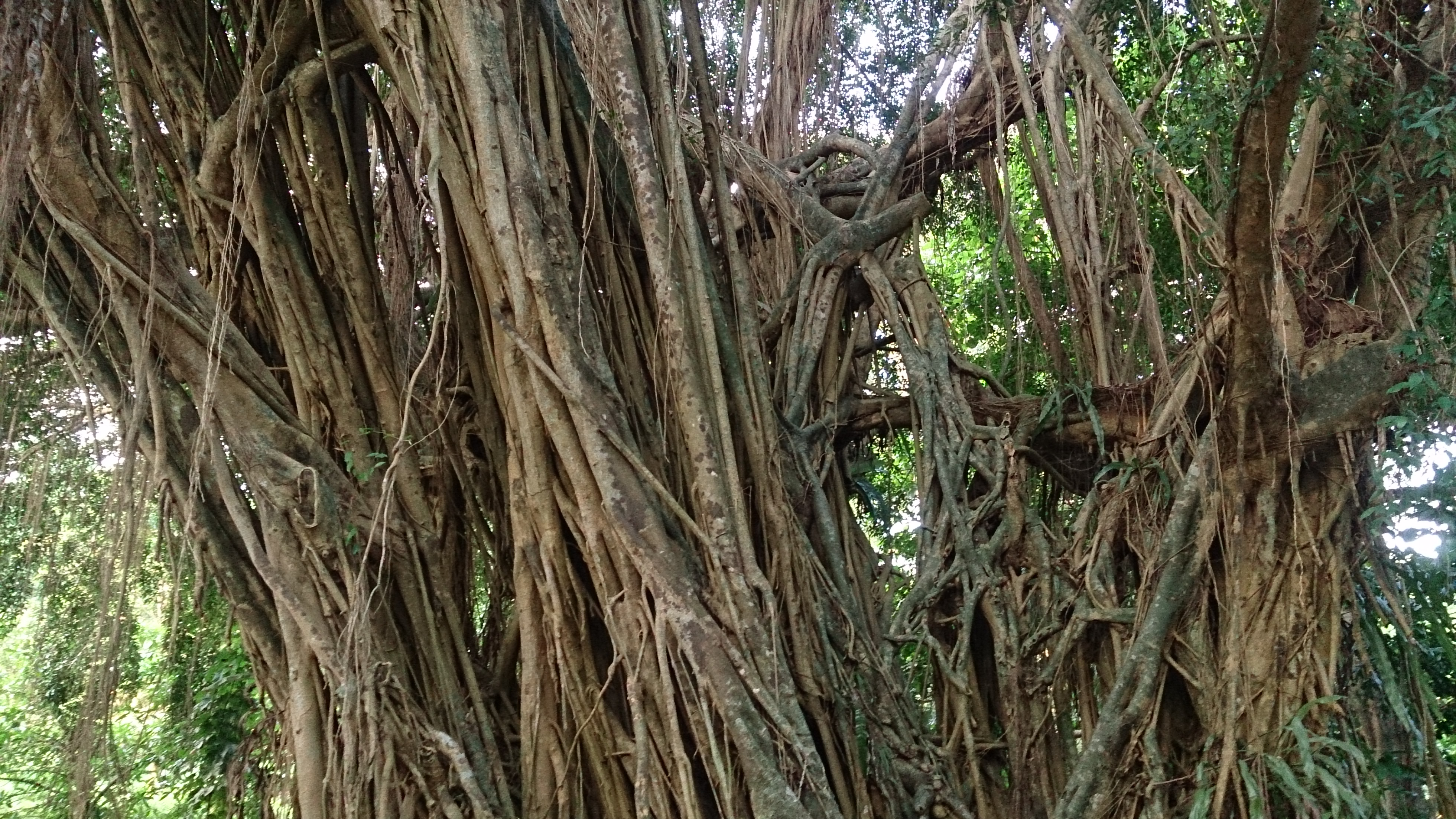
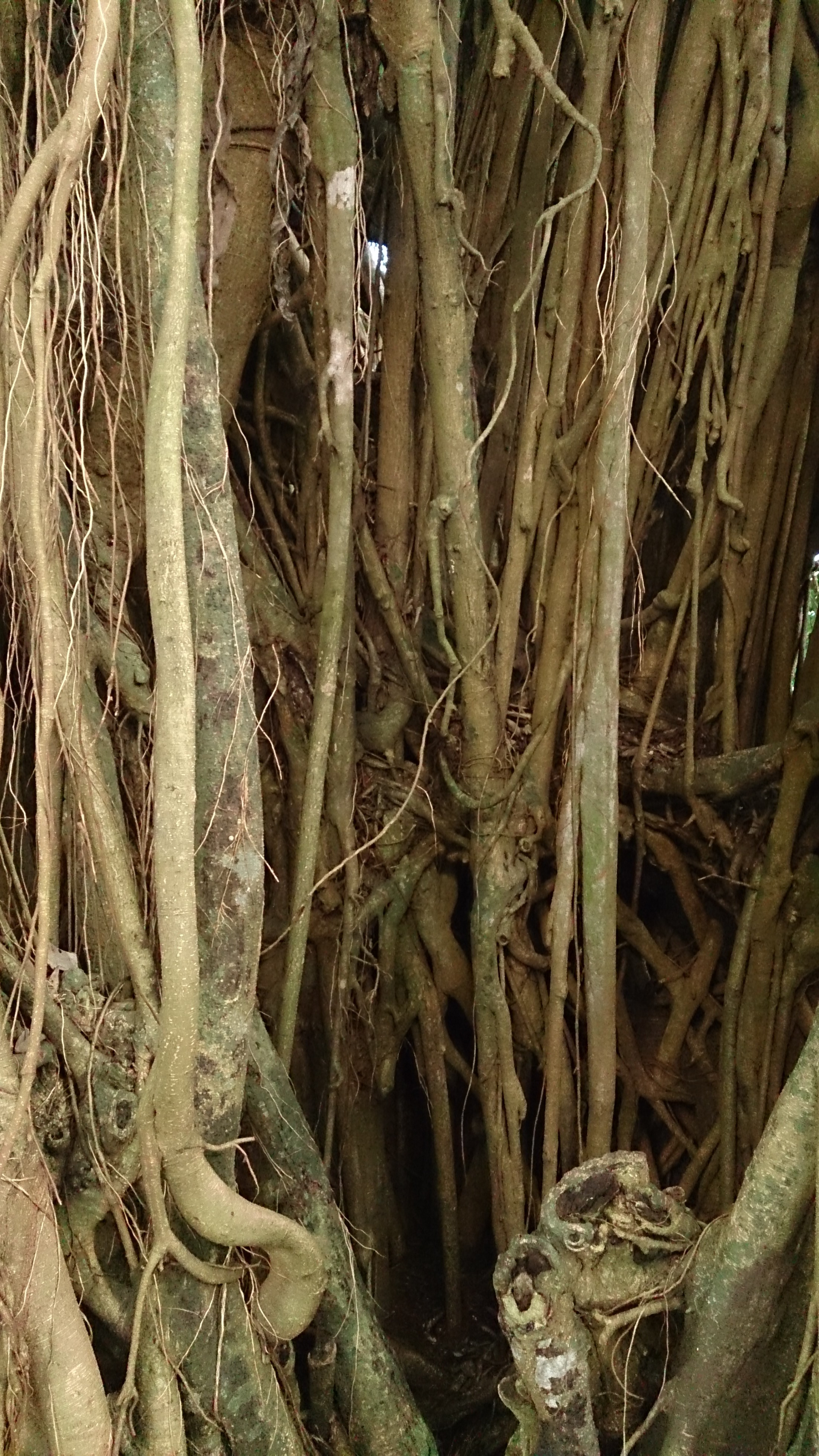
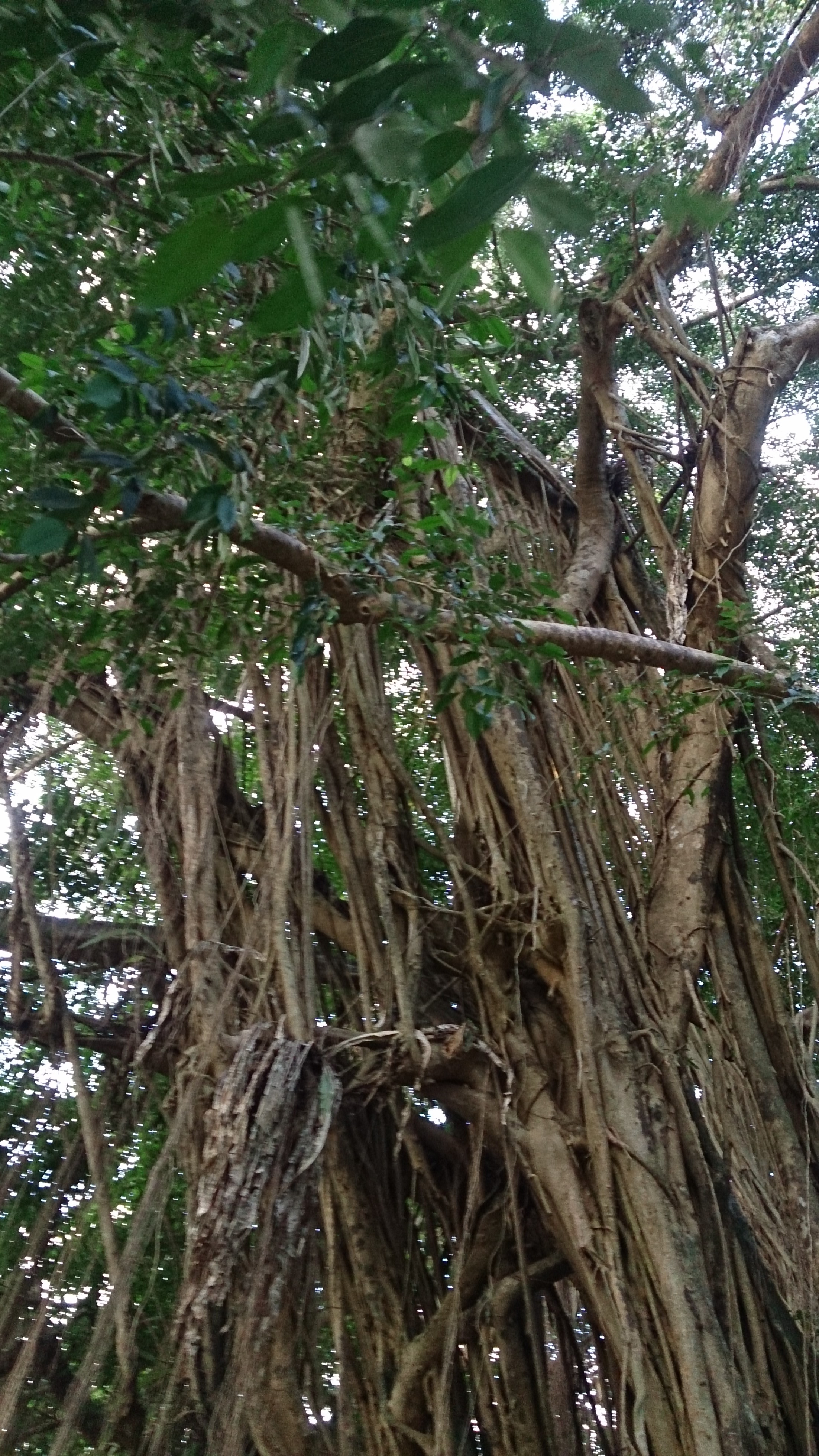